# Alfons I van Portugal
Alfons I, beter bekend als Afonso Henriques, en ook wel Alfons de Veroveraar genaamd (Guimarães of Viseu, 25 juli 1110 — Coimbra, 6 december 1185), was de eerste koning van Portugal, aangezien hij Portugal onafhankelijk van Castilië-Leon verklaarde in 1139 en de dynastie vestigde.
Alfons was de zoon van Hendrik van Bourgondië (graaf van Portugal) en Teresa van León, de buitenechtelijke dochter van koning Alfons VI van León. Hij werd op 26 juli 1139 uitgeroepen tot koning, direct na de Slag bij Ourique.

## Jeugd
Aan het einde van de 11e eeuw werd de politieke agenda voornamelijk beheerst door de Reconquista, het verdrijven van de moslims uit de gebieden van de opvolgers van het kalifaat Córdoba na het uiteenvallen van dat kalifaat. Terwijl de ogen van de militaire aristocraten gericht waren op de kruistochten, riep Alfons VI van León de Franse edelen op om de Moren te bestrijden. In ruil daarvoor was hij bereid de hand van zijn dochters te schenken aan de leiders van de expeditie en koninklijke privileges te verlenen aan de overigen. Zodoende werd de koninklijke erfgename Urraca van Castilië uitgehuwelijkt aan Raymond van Bourgondië, de jongste zoon van de graaf van Bourgondië. Haar halfzuster, prinses Teresa van León, trouwde een andere Frans kruisvaarder, Hendrik van Bourgondië (-1112), de jongere broer van de hertog van Bourgondië, wiens moeder de dochter was van de graaf van Barcelona. Hendrik werd benoemd tot graaf van Portugal, een omstreden graafschap ten zuiden van Galicië, waar Moorse vijandigheden en aanvallen werden verwacht. Samen met zijn vrouw Teresa als medeheerser weerstond hij de beproeving, en behield hij het land voor zijn schoonvader.
Uit dit huwelijk werden diverse zoons geboren, maar alleen Alfons Hendrik bereikte de volwassenheid. Hij werd vermoedelijk geboren rond 1109, en volgde zijn vader op als graaf van Portugal in 1112, onder de voogdij van zijn moeder. De relatie tussen Alfons en zijn moeder bleek een moeilijke, en al op elfjarige leeftijd ontwikkelde Alfons zijn eigen politieke ideeën, welke verschilden van die van zijn moeder. In 1120 koos de jonge prins de zijde van de aartsbisschop van Braga, een politieke vijand van zijn moeder, en beiden werden op haar bevel verbannen. Alfons verbleef de daaropvolgende jaren buiten zijn eigen graafschap, onder het toezicht van de bisschop. In 1122 werd Alfons 14, de leeftijd waarop een jongen in de 12e eeuw als volwassen werd beschouwd. Hij benoemde zichzelf tot ridder in eigen dienst in de kathedraal van Zamora, verzamelde een leger, en ging op weg om de heerschappij over zijn eigen graafschap op zich te nemen. Tijdens de Slag van São Mamede nabij Guimarães (1128) overwon hij de troepen van de minnaar en bondgenoot van zijn moeder, graaf Fernando Peres de Trava van Galicië, waarbij hij zijn moeder gevangennam, en haar voor eeuwig verbande naar een klooster in León. Derhalve werd het onmogelijk om Portugal in te lijven in het koninkrijk Galicië, en Alfons werd alleenheerser (hertog van Portugal) na de roep om onafhankelijkheid door de inwoners, kerk en edelen van het graafschap. Hij bedwong tevens Alfons VII van Castilië en León, een andere van zijn moeders bondgenoten, en bevrijdde daarmee het land van politieke afhankelijkheid van de Kroon van León en Castilië. Op 6 april 1129 riep Alfons zichzelf uit tot Prins van Portugal.

## Alfons als koning
Alfons richtte vervolgens de aandacht van zijn legers op de Moren in het zuiden. Zijn campagnes waren succesvol, en op 26 juli 1139 behaalde hij een geweldige overwinning in de Slag bij Ourique, en werd direct daarna door zijn manschappen unaniem uitgeroepen tot koning van Portugal. Dat betekende dat Portugal niet langer een vazalstaat was van León-Castilië, maar een onafhankelijk koninkrijk. Vervolgens riep hij de eerste vergadering van edelen bijeen in Lamego, waar hij werd gekroond door de aartsbisschop van Braga, om zijn onafhankelijkheid kracht bij te zetten.
Maar of een land onafhankelijk is of niet, wordt niet alleen door het land zelf bepaald. Portugal moest nog erkend worden door de aangrenzende landen en, het belangrijkste, door de Rooms-Katholieke Kerk en de paus. Alfons trouwde Mafalda van Savoye, dochter van graaf Amadeus van Savoye en stuurde ambassadeurs naar Rome om te onderhandelen met de paus. In Portugal bouwde hij diverse kloosters en zustersscholen, en stelde belangrijke privileges in voor leden van religieuze orden. In 1143 schreef hij paus Innocentius II een brief, waarin hij zichzelf en zijn koninkrijk tot dienaars van de Kerk verklaarde en zwoer om de verdrijving van de Moren uit het Iberisch Schiereiland voort te zetten. Iedere koning van Castilië en León omzeilend, verklaarde Alfons zichzelf vazal van de paus. Ondertussen vervolgde Alfons zijn bittere strijd tegen de Moren, en won hij op hen de steden Santarém en Lissabon in 1147 (in de Slag om Lissabon). Hij veroverde tevens een groot deel van het land beneden de rivier Taag, hoewel dit deel in de daaropvolgende jaren weer werd verloren aan de Moren.
Intussen beschouwde koning Alfons VII van León en Castilië (de neef van Alfons I van Portugal) de onafhankelijke heerser van Portugal als niet veel meer dan een rebel. De strijd tussen beiden was voortdurend en bitter in de jaren die volgden. Alfons raakte betrokken in een oorlog, waar hij de zijde koos van de Aragonese koning, een vijand van Castilië. Om zich van deze alliantie te verzekeren, liet hij zijn zoon Sancho zich verloven met Dulce van Barcelona, zus van de koning van Aragón. Uiteindelijk bezegelde het Verdrag van Zamora de vrede tussen de neven, en regelde het de erkenning van het onafhankelijke koninkrijk Portugal door het koninkrijk Castilië en León.
In 1169 raakte Alfond gewond bij een afspraak nabij Badajoz door een val van zijn paard en werd hij gevangengenomen door de koning van Léon. Portugal werd gedwongen zich over te geven en Alfons moest vrijgekocht worden met bijna alle veroveringen die hij had behaald op Galicië in de voorafgaande jaren.
In 1179 werd er voor de privileges en gunsten aan de Rooms-Katholieke Kerk terugbetaald. In de pauselijke brief Manifestas Probatum erkende paus Alexander III Alfons als koning en Portugal als onafhankelijk land met het recht land te veroveren op de Moren. Na deze pauselijke zegening was Portugal eindelijk veiliggesteld als land, en veilig voor Castiliaanse annexatie.
In 1184 had Alfons, ondanks zijn hoge leeftijd, nog voldoende energie om zijn zoon Sancho, die in Santarém door de Moren belegerd werd, te ontzetten. Hij stierf kort daarna, in 1185.
Alfons I wordt door de Portugezen nog steeds herinnerd als een held, zowel door zijn persoonlijk karakter, als door zijn rol als stichter van hun natie. Er zijn legendes dat er tien mannen nodig waren om zijn zwaard te dragen.
Hij was getrouwd met Mathilde van Savoye (rond 1130 - 1157), dochter van graaf Amadeus III van Savoye, en kreeg de volgende kinderen:
- Mathilde (Mafalda) (-1174) verloofd met koning Alfons II van Aragón (1154-1196)
- Mathilde (-1218, verdronken), in 1183 gehuwd met graaf Filips van de Elzas (rond 1136 -1191) en in 1193 met hertog Odo III van Bourgondië (1196-1218)
- Sancho (1154-1211), zijn opvolger als koning van Portugal
- Urraca (1151-1175), in 1163 gehuwd met koning Ferdinand II van León (1137-1188).

## Voorouders
| Voorouders van Hendrik van Bourgondië (1066-1112) | Voorouders van Hendrik van Bourgondië (1066-1112)                        | Voorouders van Hendrik van Bourgondië (1066-1112)                  | Voorouders van Hendrik van Bourgondië (1066-1112)                  | Voorouders van Hendrik van Bourgondië (1066-1112)                  |
| ------------------------------------------------- | ------------------------------------------------------------------------ | ------------------------------------------------------------------ | ------------------------------------------------------------------ | ------------------------------------------------------------------ |
| Overgrootouders                                   | Robert I van Bourgondië (1011-1076) ∞ 1033 Helia van Sémur-Brionnais (-) | ? (-) ∞ ? (-)                                                      | Ferdinand I van León (1016-1065) ∞ Sancha van León (1013-1067)     | ? (-) ∞ ? (-)                                                      |
| Grootouders                                       | Hendrik van Bourgondië (1035-1066) ∞ Sybilla? (-)                        | Hendrik van Bourgondië (1035-1066) ∞ Sybilla? (-)                  | Alfons VI van León (1040-1109) ∞ Jimena Muñoz (-)                  | Alfons VI van León (1040-1109) ∞ Jimena Muñoz (-)                  |
| Ouders                                            | Hendrik van Bourgondië (1066-1112) ∞ Theresia van León (1070-1132)       | Hendrik van Bourgondië (1066-1112) ∞ Theresia van León (1070-1132) | Hendrik van Bourgondië (1066-1112) ∞ Theresia van León (1070-1132) | Hendrik van Bourgondië (1066-1112) ∞ Theresia van León (1070-1132) |